# مغة تنة بول (الريف الشرقي)
مغة تنة بول (بالفارسية: مگه تنهابول) هي منطقة سكنية تقع في إيران في قسم الريف الشرقي الريفي. يقدر عدد سكانها بـ 60 نسمة .